# Revue de musicologie

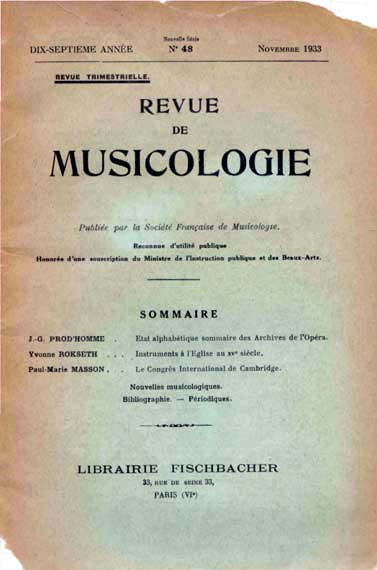
Couverture de la Revue de musicologie (1933)

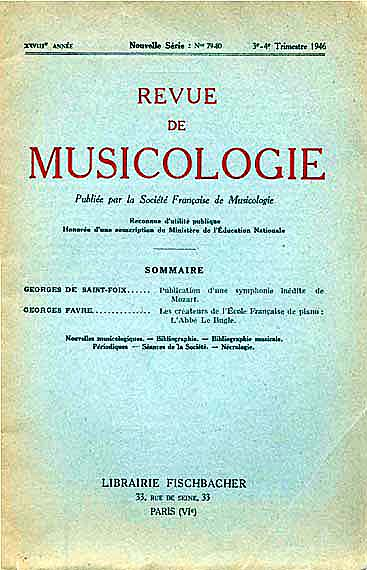
Couverture de la Revue de musicologie (1946)

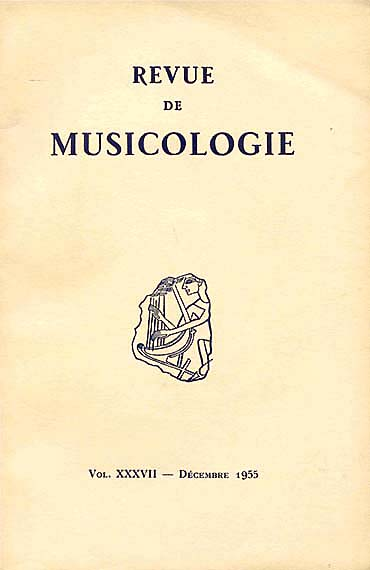
Couverture de la Revue de musicologie (depuis 1954)

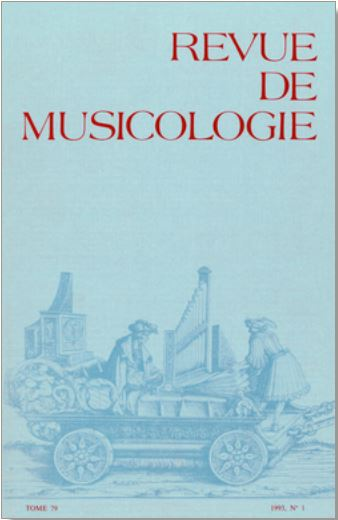
Couverture de la Revue de Musicologie, 1979-2008.

La Revue de musicologie, éditée par la Société française de musicologie, est une revue scientifique qui publie depuis 1917 des textes musicologiques couvrant l’ensemble des directions de recherche dans ce domaine, incluant les développements disciplinaires les plus récents.

## Historique

### Fondation
La Société française de musicologie est fondée le 17 mars 1917. L’éditorial inaugural en précise le projet : « [La Société française de musicologie] réunit la plupart des personnes qui s’adonnent aux recherches musicologiques; son but est l’étude de l’Histoire de la Musique et des Musiciens, de l’Esthétique et de la Théorie musicales. Ses moyens d’action consistent dans la publication d’un Bulletin périodique, et, éventuellement, de documents, textes et travaux de toute nature concernant la Musicologie. » Ses statuts présentent, dès l’article 2, « les moyens d’actions de la Société [...] : 1° La publication d’un Bulletin périodique, comprenant les actes de la Société, les comptes rendus de ses séances, des articles et mémoires peu étendus, enfin une partie bibliographique ; 2° La publication de documents, textes musicaux, mémoires ou études de musicologie, dans la mesure où ses ressources le permettrons. »
La Revue tient, dans ses premières lignes, à citer les musicologues morts depuis 1914 : Lionel de La Laurencie rend ainsi successivement hommage à Lucien Augé de Lassus, Jules Combarieu, Étienne Destranges, Jules Écorcheville, Louis de Fourcaud, Albert Lavignac, Louis Striffling et Théodore de Wyzewa. Plusieurs d'entre eux (et notamment Écorcheville) sont morts au front ou des conséquences directes de la Grande Guerre.

### Premières années
Dix numéros paraissent dans les cinq premières années : un seul est publié la première année, un rythme semestriel s’installe ensuite jusqu’en 1921 où trois numéros sont imprimés (deux au premier semestre et un au second). L’année 1922 marque une première inflexion du projet initial : la publication prend le nom de Revue de musicologie et opte pour une parution trimestrielle. Cette nouvelle formule est cependant placée sous le signe de la continuité : les tomaisons sont continues entre le Bulletin et la nouvelle Revue. Le Bulletin possède en effet une tomaison implicite : la pagination est continue des numéros 1 à 5 et correspond au tome I, dont la table des matières générale est imprimée dans le numéro de décembre 1919. Les cinq livraisons suivantes (1920-1921), également en pagination continue et avec une table des matières dans le dernier numéro, forment le tome II. Si la tomaison est absente des premiers numéros de la Revue de musicologie, publications des années 1922-24, elle reprend au tome VI à partir de 1925, en tenant compte des numéros passés, et donne cohérence à l’ensemble des parutions. Cette même cohérence se lit dans l’indication « 1922-1923 » sur la page de titre du premier numéro intitulé Revue de musicologie : les éditeurs entendaient probablement continuer à considérer un tome comme la réunion des numéros de deux années.

### Les années 1940
La Revue de musicologie s’installe durablement dans le paysage musicologique, paraissant avec régularité jusqu’à l’approche de la Seconde Guerre mondiale : peu après avoir inauguré une nouvelle typographie sur la couverture (1935), la Revue connaît quelques difficultés de périodicité (1937-1939) jusqu’à un arrêt total de parution en 1940 et 1941. Lors de la reprise de la publication en 1942, le titre change à nouveau: une « série spéciale », hors tomaison, voit le jour. La publication prend, jusqu’en 1945, le titre de Société française de musicologie : Rapports et Communications. Un encart rose est inséré dans le numéro de 1942 : « En raison des événements survenus depuis deux ans, la Revue de musicologie ne pouvant assurer une périodicité régulière, est remplacée momentanément par le présent fascicule de Rapports et Communications, qui, selon les circonstances, sera suivi par d’autres. » Un avis porté en tête du numéro de 1944 éclaire quelque peu les aléas de la Revue dans cette période : « Le numéro unique de 1944 représente à lui seul le tome XXIII de la Revue de Musicologie. Les circonstances ne nous ont pas permis de faire paraître un autre numéro pendant cette année si décisive pour la France et pour l’Europe. Sous le titre de Rapports et Communications, qui nous a été imposé pendant l’occupation allemande, nous avons réussi, malgré une périodicité irrégulière, à maintenir presque intégralement le contenu habituel de la Revue, sauf, naturellement, pour le compte-rendu des publications étrangères. Comme la plupart des revues scientifiques, nous avons accepté provisoirement cette modification de titre pour pouvoir sauvegarder l’existence de notre Société, la continuité de nos séances de travail, et la cohésion d’un groupement de spécialistes laborieusement constitué depuis un quart de siècle, dans une discipline trop négligée en France et pourtant essentielle à la culture française. Avec l’année 1945, notre revue, débarrassée de toute contrainte, encouragée par le gouvernement de la Libération, reprendra son titre de Revue de Musicologie. Elle tâchera de recouvrer une périodicité aussi régulière que le permettront les événements de la vie nationale et internationale. » Le retour à un rythme régulier de parution n’est pas immédiat ; une mention portée dans les pages du tome XXVI affirme en effet : « La Revue de Musicologie, comme beaucoup d’autres revues scientifiques, subit en ce moment des retards dont nous nous excusons mais qui sont dus surtout à la situation économique générale. Pour atténuer ces retards, nous avons réuni en un seul volume la matière des fascicules prévus pour 1947. Mais nos lecteurs n’y perdront rien, bien au contraire, car le nombre de pages de l’année 1947 est très supérieur à celui de 1946. » Un message de même teneur confirme l’année suivante la difficulté de retrouver la périodicité : « La Revue de Musicologie, comme beaucoup d’autres revues scientifiques, subit en ce moment des retards dont nous nous excusons mais qui sont dus surtout à la situation économique générale. Pour atténuer ces retards, nous avons, cette année encore, réunit en un tome (1948) la matière des quatre fascicules trimestriels du temps normal. Nous espérons faire paraître en fin d’année une somme de même importance (1949) et reprendre la périodicité au moins semestrielle. » En 1950 encore : « Nous adoptons, avec le présent numéro, une périodicité semestrielle, en attendant de pouvoir revenir à la périodicité trimestrielle d’avant-guerre. Un second numéro pour 1950 paraîtra donc en fin d’année. Jusqu’en 1953, l’espoir de revenir à une publication trimestrielle se lit en outre dans la double numérotation de chacun des volumes. »

### Des années 1950 à nos jours
Mais dès 1954, le changement de périodicité est définitif : deux numéros annuels paraissent, l’un daté de juillet, l’autre de décembre. Une rénovation de l’aspect de la Revue appuie cette évolution : une couverture crème, ornée d’une figure de harpiste égyptien. Une troisième nouveauté touche ce numéro : alors qu’avait prévalu jusqu’alors une numérotation indiquant le nombre d’années de publications, et la tomaison (avec un décalage de trois années, car les tomaisons initiales réunissaient plusieurs années de parution), il fut décidé de donner aux deux publications annuelles un seul numéro de volume. Le numéro retenu fut, en toute logique, celui des années de publication. C’est ainsi que le premier numéro de 1954 porte la mention « volume XXXVI ». L’ensemble de ces changements est accompagné par le retour, l’année suivante, de l’inscription sur la couverture intérieure d’un comité de rédaction, dont la description avait disparu depuis 1942. Tout serait parfaitement simple si, de 1957 à 1960, une modification de numérotation n’était venue accélérer le temps de la Revue de musicologie : en effet, pendant ces quatre années, chacun des deux numéros annuels porta un numéro de volume. On comprend ainsi comment une revue paraissant depuis 1917, mais n’ayant pas paru pendant deux années de guerre, atteint le numéro 100 en 2014 !
Les aléas de la Revue sont moindres dans les années suivantes : cinq numéros doubles paraissent toutefois entre 1962 et 1985, venant célébrer une figure particulière (un numéro consacré, pour le centenaire de sa naissance, à Claude Debussy ; un autre dédié à la publication d’un colloque sur Hector Berlioz en 1977 ; des mélanges offerts à André Schaeffner, ancien président de la Société française de musicologie, en 1982), travailler une notion théorique (« Échelles musicales : modes et tempéraments »). Un renouvellement de la maquette de la Revue, arborant, sur fond bleu, l’image du musicien Paul Hofhaimer jouant d’un orgue positif placé sur un char processionnel, gravé par Hans Burgkmair pour le Triomphe de Maximilien 1er, intervient en 1979 ; en 2008, enfin furent adoptées la couverture actuelle et la présente mise en page.

## Fonctionnement actuel
La Revue de musicologie ne publie que des textes originaux (donc sans publication antérieure, sous quelque forme que ce soit). Elle adopte strictement le principe d’évaluation par les pairs (peer review) effectué par son comité de lecture international et des experts extérieurs. Les textes soumis font a minima l’objet d’une double expertise anonyme, les rapporteurs sont désignés par le rédacteur en chef, en concertation avec les comités de rédaction et de lecture, sur la seule base du sujet de l’article.

## Sommaires de laRevue de musicologie
L'ensemble des sommaires de la Revue de musicologie est répertorié sur le site de la Société française de musicologie.

## Version numérisée
La Revue de musicologie a été entièrement numérisée et indexée en texte intégral par le consortium JSTOR. Elle est consultable sur ce site moyennant un abonnement, auquel beaucoup de bibliothèques universitaires ont souscrit.

## Rédacteurs en chef de laRevue de musicologie
- 1968-1973 : François Lesure (EPHE)
- 1974-1984 : Jean Gribenski (Université de Poitiers)
- 1985-2003 : Christian Meyer (CNRS)
- 2004 : Jean-Paul Montagnier (Université de Nancy)
- 2005-2006 : Jean Gribenski (Université de Poitiers)
- 2007-2012 : David Fiala (Université de Tours)
- 2013-2019 : Yves Balmer (Ecole normale supérieure de Lyon, puis Conservatoire de Paris - CNSMDP)
- 2019- : Louis Delpech (Musikhochschule de Hambourg)

## Comités de lecture et de rédaction de la Revue de musicologie depuis sa fondation
Comités de rédaction de la Revue de musicologie (1922-1967). Les noms sont reproduits dans l’ordre dans lequel ils sont imprimés dans les différents numéros de la Revue de musicologie.